# Амирэджиби, Тенгиз Константинович
Тенгиз Константи́нович Амирэджи́би (также часто Амираджи́би, груз. თენგიზ (გიზი) კონსტანტინეს ძე ამირეჯიბი; 30 сентября 1927 — 9 марта 2013) — грузинский пианист и музыкальный педагог. Профессор Тбилисской консерватории, лауреат Государственной премии Грузинской ССР им. Ш. Руставели, народный артист Грузинской ССР (1961).

## Биография
Обучался игре на фортепиано в «группе одарённых детей» при Тбилисской консерватории под руководством профессора Анны Тулашвили.
С 8-ми летнего возраста выступал с сольными программами, в том числе в сопровождении Государственного симфонического оркестра Грузии.
В 1945—1950 гг. учился в Московской консерватории (классы профессоров Константина Игумнова и Льва Оборина). По окончании консерватории концертировал в лучших залах Москвы, Ленинграда, других городах бывшего СССР.
За пределами СССР гастролировал в США, Канаде, Германии, Польше, Югославии. Во Франции (Париж) снят видео фильм «Играет Т. Амирэджиби».
В обширном репертуаре пианиста особое место занимают произведения Ф. Шопена.

## Известные ученики
- ректор Тбилисской Государственной Консерватории, народная артистка Грузии профессор М. Доиджашвили;
- профессор Консеватории Новой Англии А. Корсантия

лауреаты многих международных конкурсов, педагоги и исполнители:
- Элисо Болквадзе (Париж)
- Марина Надирадзе[англ.] (Глазго)
- Тамари Гуревич (Бостон)
- Хатия Буниатишвили (Париж)

## Премии, награды
- Почётная медаль в 1951 году на фестивале молодых исполнителей в Берлине.
- Народный артист Грузинской ССР (1982)
- Лауреат Государственной премии Грузинской ССР им. Ш. Руставели
- Лауреат Государственной премии Грузии (1992)[2]
- Кавалер Ордена Чести (1997)[3]